# MMPI-2
MMPI (Minnesota Multiphasic Personality Inventory) – jeden z najczęściej używanych psychologicznych testów osobowości.
Dostępna jest polska adaptacja MMPI-2 opracowana i wydana przez Pracownię Testów Psychologicznych PTP w wersji papierowej. MMPI zawiera 567 pytań, na które należy odpowiedzieć prawda lub fałsz lub nie wiem. W wyniku daje trzy skale kontrolne, dziesięć skal klinicznych (skala Męskość/kobiecość nie jest skalą kliniczną) i kilkadziesiąt podskal.
Każda skala i podskala testu jest normalizowana do skali tenowej.

## Skale kontrolne
Skale kontrolne mają na celu tzw. walidację testu, czyli sprawdzenie, czy jego wyniki mają szansę być uznane za prawdziwe (np. czy badany nie kłamał).
- F – Skala rzadkiego odpowiadania – liczba odpowiedzi nietypowych w stosunku do grupy normalizacyjnej.

- L – Skala kłamstwa – wysokie wyniki (ponad 70 w wersji pierwszej MMPI; dla wersji MMPI-2 granicą odcięcia jest 65) świadczą o możliwości zafałszowania testu.
- K – Skala nastawień obronnych – wysokie wyniki (ponad 70 w wersji pierwszej MMPI; dla wersji MMPI-2 granicą odcięcia jest 65) świadczą o możliwości przedstawienia się badanego w lepszym świetle.
- Różnica F - K w skali surowej (tzw. wskaźnik Gougha) informuje o tym czy pacjent próbuje symulacji (Gough > 14 lub F ≥ 70), dyssymulacji (Gough < -8 lub K ≥ 70).

## Skale kliniczne
Skale i podskale są znormalizowane tak, aby 50 było wynikiem średnim w społeczeństwie u osób o tej samej płci co badany, 10 to odchylenie standardowe. Normą w każdej skali są wyniki w zakresie od 30 do 70.

### 1 - Hs –Hipochondria
Skala miała mierzyć zaburzenia hipochondryczne, w praktyce reaguje także na poziom zaburzeń psychosomatycznych.
Brak podskal.

### 2 - D –Depresja
Wskaźnik poziomu nastroju.
Podskale:
- D1 - Subiektywne poczucie depresji
- D2 - Spowolnienie psychomotoryczne
- D3 - Złe samopoczucie fizyczne
- D4 - Otępienie psychiczne
- D5 - Pogrążanie się w smętnych rozmyślaniach

### 3 - Hy –Histeria
Mierzy poziom konwersji histerycznej (konwersji, a nie osobowości histerycznej).
Podskale:
- Hy1 - Zaprzeczanie lękom społecznym
- Hy2 - Potrzeba kontaktu emocjonalnego
- Hy3 - Zmęczenie - złe samopoczucie
- Hy4 - Skargi somatyczne
- Hy5 - Hamowanie agresji

### 4 - Pd –Psychopatia
Mierzy poziom zaburzeń psychopatycznych/socjopatycznych.
Podskale:
- Pd1 - Konflikty rodzinne
- Pd2 - Postawa wobec autorytetów
- Pd3 - Niewzruszoność społeczna
- Pd4A - Alienacja społeczna
- Pd4B - Autoalienacja

### 5 - Mf –Męskość/kobiecość
Mierzy zaburzenia tożsamości płciowej - kobiecość w przypadku mężczyzn, męskość w przypadku kobiet.
Podskale:
- Mf1 - Nadwrażliwość
- Mf2 - Stereotypowe zainteresowania kobiece
- Mf3 - Zaprzeczanie stereotypowym zainteresowaniom męskim
- Mf4 - Dyskomfort heteroseksualny - pasywność
- Mf5 - Introwertywność - krytycyzm
- Mf6 - Społeczne wycofywanie się

### 6 - Pa –Paranoja
Mierzy poziom zaburzeń paranoidalnych.
Podskale:
- Pa1 - Idee prześladowcze
- Pa2 - Przewrażliwienie
- Pa3 - Naiwność

### 7 - Pt –Psychastenia
Mierzy poziom zaburzeń psychastenicznych (uogólniona nerwica). Obok skali Sc najsłabsza skala testu. Brak podskal.

### 8 - Sc –Schizofrenia
Zaburzenia schizofreniczne. Skala kiepsko działająca, w praktyce wyniki ponad 70 obserwowano także dla osób nieprzystosowanych społecznie, które mają silne konflikty z otoczeniem, ale niekoniecznie schizofrenię. Prawdziwi schizofrenicy za to często uzyskują wyniki w granicach normy.
Różnica między skalami Pt i Sc stanowi wskazówkę co do możliwej przyczyny obserwowanych zaburzeń (o ile występują). Jeśli skala Pt jest większa, zaburzenia są prawdopodobnie natury nerwicowej, jeśli Sc, rośnie szansa zaburzeń psychotycznych.
Podskale:
- Sc1A - Alienacja społeczna
- Sc1B - Alienacja emocjonalna
- Sc2A - Brak panowania Ego w sferze poznawczej
- Sc2B - Brak panowania Ego w sferze woli
- Sc2C - Brak panowania Ego w sferze kontroli
- Sc3 - Dziwaczne doznania sensoryczne

### 9 - Ma –Hipomania
Zaburzenia hipomaniakalne i maniakalne.
Podskale:
- Ma1 - Amoralność
- Ma2 - Pobudzenie psychoruchowe
- Ma3 - Niewzruszoność
- Ma4 - Inflacja Ego

### 0 - Si –Introwersjaspołeczna
Wycofywanie się z życia społecznego, nieśmiałość.
Podskale:
- Si1 - Poczucie niższości - dyskomfort osobisty
- Si2 - Dyskomfort w kontaktach z innymi
- Si3 - Stateczność - sztywność
- Si4 - Nadwrażliwość
- Si5 - Nieufność
- Si6 - Zainteresowanie wyglądem fizycznym i funkcjonowaniem ciała

### Wskaźniki Goldberga
Trzy wskaźniki obliczane na podstawie wartości skal klinicznych, odpowiadające na trzy pytania (do kolejnego pytania należy przejść, jeśli wynikami poprzednich pytań było "tak"):
- Czy badany jest zaburzony?
- Czy badany ma zaburzenia osobowości?
- Czy badany ma psychozę?

### Niektóre skale dodatkowe
- A - Skala lęku
- R - Skala represji
- MAS - Skala jawnego niepokoju
- Es - Skala siły Ego
- Re - Skala odpowiedzialności
- St - Skala statusu społecznego
- Cn - Skala kontroli patologii
- MAC - Skala uzależnień
- R-S - Skala represji-sensytyzacji

### Skale treściowe Wigginsa
- HEA - Kłopoty ze zdrowiem
- DEP - Depresja (Skala alternatywna do D)
- ORG - Symptomy organiczne
- FAM - Problemy rodzinne
- AUT - Konflikty z autorytetami
- FEM - Kobiece zainteresowania
- REL - Fundamentalizm religijny
- HOS - Jawna wrogość
- MOR - Osłabione morale
- PHO - Fobie
- PSY - Psychotycznym
- HYP - Hypomania
- SOC - Nieprzystosowanie społeczne

Prócz tego istnieje również szereg innych, rzadziej używanych wskaźników i skal.